# يوهان كارل بوركهارت
يوهان كارل بوركهارت (بالفرنسية: Johann Karl Burckhardt)‏ (و. 1773 – 1825 م) هو رياضياتي، وعالم فلك من الإمبراطورية الرومانية المقدسة . ولد في لايبزيغ . وكان عضواً في الأكاديمية الفرنسية للعلوم، والأكاديمية الأمريكية للفنون والعلوم، والأكاديمية الروسية للعلوم .
توفي في باريس، عن عمر يناهز 52 عاماً.

## التعليم
تعلم في جامعة لايبتزغ